# A7 (België)
De A7 is een Belgische autosnelweg die Brussel via Bergen met de Franse A2 verbindt. Op zijn beurt voert de Franse A2 langs Valenciennes en Cambrai naar de A1, in Frankrijk bekend als de 'autoroute du Nord'. De A7 begint aan de zuidwestelijke hoek van de Brusselse ring R0 en loopt vandaar zuidwaarts richting Nijvel. Daarna buigt de A7 naar het westen, naar het gebied rond Bergen om te eindigen aan de Franse grens in Hensies. De weg vormt een deel van het traject van de E19.
Het traject tussen Bergen en het knooppunt met de A16-E42 werd boven op het gedempte Kanaal Bergen-Condé gebouwd. Een merkwaardig restant van dit verleden is het internaat voor schipperskinderen te Saint-Ghislain (met 2-talig opschrift) dat destijds bij het kanaal stond, maar nu pal naast de snelweg staat.
Oorspronkelijk sloot de nummering van de afritten aan bij die van de A1 : op de A1 is afrit nr. 12 (Vilvoorde) de laatste afrit voor de Brusselse Ring en de A7 begon waar het knooppunt Vorst moest komen met als eerste afrit Ruisbroek nr. 13. Later is de nummering van de afritten tussen Vorst en Ittre hernummerd als voortzetting van de Brusselse Ring.